# Урік (село)
Урік — найстаріше село Іркутської області, засноване в 1673 році. Село Урік включено до списку історичних населених місць Росії по Іркутській області.

## Історія
Урік знаходиться за 18 км від Іркутська на Олександрівському тракті. У 1673 році тут відвели землю першим жителям Уріковской слободи — переселенцям з європейської частини Росії для несення десятини на користь Іркутського острогу. Назва села Урік походить від бурятського «уураг», що означає «молоко корови, яка отелилася». Виникнення назви пов'язують зі скотарським побутом бурятів, які населяли Кудинського долину. У Уріку жили заслані до Сибіру декабристи: Сергій Волконський, Микола Панов, Лунін, Олександр та Микита Муравйови, Вольф Фердинанд Богданович. В Урік приїжджали їхні друзі — декабристи, поселені в навколишніх селах: Трубецькой, брати О. Поджіо та Й. Поджіо, Муханов, В. Ф. Раєвський та інші.
Саме в цьому селі дружина Сергія Волконського, М. М. Раєвська, вдома організувала школу для селянських дівчаток, де навчала їх азам грамоти, малюванню і вишиванню. З часів декабристів тут ведеться відлік освіти. У 1873 році при сільській церкві була побудована церковно-приходська школа.
Будинки, в яких жили декабристи, не збереглися. Найстаріший будинок в Уріку — Спаська церква. Побудували її в 1771–1779 роках, під наглядом селянина Опанаса Козикіна, обраного з прихожан. Храм звели з двох відділень: внизу розташовувалася тепла (зимова) церква, а вгорі — холодна (літня). Спаська церква стоїть на пагорбі при впадінні річки Урік в Куду. В огорожі церкви знаходиться могила декабриста Микити Муравйова. Муравйови, будучи людьми релігійними, багато що робили для місцевої церкви. На їхні гроші були побудовані будинки для священика, богадільня і парафіяльне училище, де навчалися селянські діти.
Жителі Уріка дбайливо зберігають пам'ять про історію свого села. Багаторічними стараннями вчителя Н. В. Перетолчина був створений народний музей історії села, де декабристам присвячена велика експозиція.

## Сьогодення
Сьогодні в Уріку проживає близько 1300 чоловік. У селі є нова школа, яку здали в експлуатацію в 1999 році, соціальний притулок «Сибірячок», дільнична лікарня, Будинок культури, агрофірма ім. Франца Івановича Голзіцкого, відділення зв'язку та кондитерський цех.